# Robert Esmie
Robert Esmie (Kingston, 5 luglio 1972) è un ex velocista canadese, campione olimpico e mondiale della staffetta 4×100 metri.

## Biografia
Due volte oro con la staffetta 4×100 metri canadese, a livello individuale spicca il bronzo ai mondiali indoor di Barcellona 1995 sui 60 metri piani.

## Record nazionali

### Seniores
- Staffetta 4×100 metri: 37"69 ( Atlanta, 3 agosto 1996) (Robert Esmie, Glenroy Gilbert, Bruny Surin, Donovan Bailey)

## Palmarès
| Anno | Manifestazione          | Sede       | Evento      | Risultato        | Prestazione | Note                                    |
| ---- | ----------------------- | ---------- | ----------- | ---------------- | ----------- | --------------------------------------- |
| 1993 | Mondiali                | Stoccarda  | 100 metri   | Semifinale       | 10"23       |                                         |
| 1993 | Mondiali                | Stoccarda  | 4×100 metri | Bronzo           | 37"83       | Record nazionale                        |
| 1994 | Giochi del Commonwealth | Victoria   | 4×100 metri | Oro              | 38"39       |                                         |
| 1995 | Mondiali indoor         | Barcellona | 60 metri    | Bronzo           | 6"55        |                                         |
| 1995 | Mondiali                | Göteborg   | 4×100 metri | Oro              | 38"31       |                                         |
| 1996 | Giochi olimpici         | Atlanta    | 4×100 metri | Oro              | 37"69       | Record nazionale                        |
| 1997 | Mondiali indoor         | Parigi     | 60 metri    | Semifinale       | 6"54        |                                         |
| 1997 | Mondiali                | Atene      | 100 metri   | Quarti di finale | 10"25       |                                         |
| 1997 | Mondiali                | Atene      | 4×100 metri | Oro              | 37"86       | Miglior prestazione mondiale stagionale |